# 久保田誠之
久保田 誠之（くぼた しげゆき、1954年3月2日 - ）は、日本の総務官僚。近畿総合通信局長、総務省大臣官房総括審議官、早稲田大学理工学術院教授、テレビ朝日ホールディングス顧問、電波技術協会理事長などを歴任した。

## 人物・経歴
東京都出身。1977年東京工業大学（のちの東京科学大学）工学部電子工学科卒業。1979年同大学大学院理工学研究科修士課程電子工学専攻修了、郵政省（現総務省）入省。1987年郵政省通信政策局技術政策課標準化推進室長。1992年郵政省関東電気通信監理局電気通信部長。1994年郵政省電波部技術管理室長。
1996年郵政大臣官房人事部人事課調査官、アメリカ合衆国連邦政府連邦通信委員会派遣。1998年郵政省電気通信局電気通信事業部高度通信網振興課長。1999年郵政省電気通信局電気通信事業部電気通信技術システム課長。
2001年総務省総合通信基盤局電気通信事業部電気通信技術システム課長兼情報通信ネットワークセキュリティ推進企画室長。同年総務省情報通信政策局放送技術課長。2003年総務省大臣官房参事官兼内閣府政策統括官付参事官（総合科学技術会議）。2005年総務省四国総合通信局長。2006年総務省九州総合通信局長。2007年総務省近畿総合通信局長。2008年から総務省大臣官房審議官（情報流通行政局担当）として日本の地上デジタルテレビ放送の開始にあたった。2010年総務省大臣官房総括審議官（国際担当）、日本放送協会放送技術審議会委員。
2013年早稲田大学研究院教授。2014年東京工業大学大学院客員教授。2015年テレビ朝日ホールディングス顧問、テレビ朝日顧問。2019年道路交通情報通信システムセンター常務理事、東広島市検証委員会座長。2021年電波技術協会理事長。
2025年（令和7年）春の叙勲で瑞宝中綬章を受章した。